# Flumendosa
Flumendosa – rzeka we Włoszech w południowo-wschodniej Sardynii, o długości 127 km, druga po Tirso pod względem długości rzeka tej wyspy.